# جوار العفص
جوار العفص قرية في ناحية الناصرة التابعة لمنطقة تلكلخ في محافظة حمص. يوجد فيها مزار للسيدة العذراء.